# Warenwetbesluit Zuivel
Het Warenwetbesluit Zuivel is een uitvoeringsbesluit krachtens de Warenwet inzake melk en zuivelproducten.
Het besluit regelt onder andere:
- beschermde productaanduidingen van melk en zuivelproducten die bij de etikettering zijn toegestaan: volle melk, halfvolle melk, karnemelk, yoghurt, kaas, kwark, vla, pap, chocolademelk, room en slagroom. Voor andere producten mogen deze namen niet worden gebruikt.[1]

- het melkvetgehalte in diverse zuivelproducten (vol, halfvol, mager)

- de temperatuurbehandeling van melk en zuivelproducten zoals pasteuriseren, steriliseren.

Het exclusieve gebruik van namen voor melk en zuivelproducten in de Europese Unie werd oorspronkelijk gereguleerd in bijlage XII-XIV van Verordening (EG) nr. 1234/2007 van 22 oktober 2007. Deze werd eind 2013 vervangen door Verordening (EG) nr. 1308/2013 van 17 december 2013.